# پیشگیری سطح چهارم
پیشگیری سطح چهارم (انگلیسی: Quaternary prevention) مفهومی است که نخستین بار توسط یک پزشک عمومی بلژیکی به نام «مارک ژامول» مطرح شد و به اقداماتی گفته می‌شود که جهت شناسایی بیماران سرپاییِ در معرضِ خطرِ پزشکی شدن به‌کار می‌رود تا بتوان آنها را در برابر اقدامات تهاجمی جدید محافظت نمود و مداخلاتی را که اخلاقی‌تر هستند، جایگزین نمود.
پیشگیری سطح چهارم فعالیت‌هایی در زمینه سلامت است که موجب کاهش یا اجتناب از عواقب اقدامات پزشکیِ غیرضروری و مفرط در نظام سلامت می‌گردد.